# Lijst van Disney Channel-acteurs
De volgende lijst geeft een overzicht weer van personen die in Disney Channel-films en -series gespeeld hebben.

## A
- Carlos Alazraqui
- Faine Alexander
- Merel van Andel
- Nathan Anderson
- Moises Arias
- Allisyn Ashley Arm
- Shawn Ashmore
- Jake T. Austin

## B
- Diedrich Bader
- Adrienne Bailon
- Simon Baker
- Taylor Ball
- Mischa Barton
- Ryan Belleville
- Nigel Bennett
- Kelli Berglund
- Paris Berlec
- Summer Bishil
- Jase Blankfort
- Corbin Bleu
- Robert Bockstael
- Spencer Boldman
- Cameron Boyce
- Wayne Brady
- Susan Brady
- Spencer Breslin
- Doug Brochu
- Mehcad Brooks
- Chad Broskey
- Billy Aaron Brown
- Kimberly J. Brown
- Marquise Brown
- Orlando Brown
- Sabrina Bryan
- Clara Bryant

## C
- Dove Cameron
- Danielle Campbell
- Sabrina Carpenter
- Nancy Cartwright
- Tsai Chin
- Michael David Cheng
- Justin Chon
- Susan Chuang
- Hanneleen Claes
- Davis Cleveland
- Kim Coates
- Gary Cole
- Jack Coleman
- Monique Coleman
- Porscha Coleman
- Zendaya Coleman
- Bianca Collins
- Mercedes Colon
- Dave Coulier
- Katie Cockrell
- Kellie Cockrel
- Brittany Curran
- Billy Ray Cyrus
- Miley Cyrus

## D
- Tommy Davidson
- Eddie Deezen
- Kat Dennings
- John DiMaggio
- Jason Dolley
- Hilary Duff
- Kenton Duty

## E
- Jason Earles
- Ben Easter
- Zac Efron
- Dianne van den Eng

## F
- Patrick Fabian
- Peter Feeney
- Roshon Fegan
- America Ferrera
- Andy Fischer-Price
- Shaun Fleming
- Will Friedle
- Lauren Frost
- Soleil Moon Frye
- Holly Fulger
- Soren Fulton

## G
- Sarah Gadon
- Aimee Garcia
- Jennie Garland
- Dremaceo Giles
- Selena Gomez
- Ian Gomez
- Lucas Grabeel
- Omarion Grandberry
- Graham Greene
- Camille Guaty
- Tania Gunadi

## H
- Arsenio Hall
- Amy Halloran
- Margo Harshman
- CiCi Hedgpeth
- David Henrie
- Socorro Herrera
- Brendan Hill
- Jordan Hinson
- Judith Hoag
- Vanessa Hudgens
- Chris Hunter

## I
- Eric Idle
- Adam Irigoyen

## J
- Skai Jackson
- Krista Janssen
- Carter Jenkins
- Bart Johnson
- Richard T. Jones
- Joe Jonas
- Kevin Jonas
- Nick Jonas

## K
- Linda Kash
- Taran Killam
- Geraldine Keams
- Pat Kelly
- T'Keyah Crystal Keymáh
- Sterling Knight
- Shanica Knowles
- Erik Knudsen
- Ridder van Kooten
- Shin Koyamada
- Alexandra Krosney
- Clyde Kusatsu

## L
- Shia LaBeouf
- Lalaine
- Phil LaMarr
- Frank Langella
- Brie Larson
- Andrew Lawrence
- Mark Christopher Lawrence
- Steven Anthony Lawrence
- Dan Lett
- Andrea Lewis
- Phill Lewis
- Jon Lindstrom
- Alex D. Linz
- Lindsay Lohan
- Demi Lovato
- Ross Lynch

## M
- matthew knight
- Ryan Malgarini
- Lauren Maltby
- Sean Marquette
- Sally Martin
- Kyle Massey
- Reiley McClendon
- Annie McElwain
- China Anne McClain
- Rose McIver
- Glenn McMillan
- Jennette McCurdy
- Tim Meadows
- Bridgit Mendler
- Ryan Merriman
- Alyson Michalka
- Amanda Michalka
- Christopher Robin Miller
- Beverley Mitchell
- Joey Miyashima
- Poppi Monroe
- Judith Moreland
- Alyson Morgan
- Tahj Mowry
- Tamera Mowry
- Tia Mowry
- Ali Mukaddam
- Mitchel Musso

## N
- Kathy Najimy
- George Newbern

## O
- Emily Osment
- Ty O'Neal

## P
- Johnny Pacar
- Seth Packard
- Jared Padalecki
- Keke Palmer
- Danielle Panabaker
- Kay Panabaker
- Hayden Panettiere
- Jansen Panettiere
- Stuart Pankin
- Paula Jai Parker
- Sara Paxton
- Jo Marie Payton
- Pip Pellens
- Belinda Peregrín
- Anna Maria Perez de Taglé
- Bradley Steven Perry
- Donna Pescow
- Leah Pipes
- Amanda Plummer
- Scarlett Pomers
- Anneliese van der Pol
- Kyla Pratt
- Bill Pullman

## R
- Raven-Symoné
- Spencer Redford
- Teal Redmann
- Alyson Reed
- Tim sara Reid
- David Reivers
- Mark Rendall
- Alisa Reyes
- Debbie Reynolds
- Krim Rhodes
- Jennivfer Robertson
- Emma Roeske
- Mieke van Roessel
- Benjamin Roja
- Christy Carlson Romano
- Cristine Rose
- Olesya Rulin
- Jodi Russell
- Debby Ryan
- Lisa Dean Ryan

## S
- Ryne Sanborn
- Stefanie Scott
- Nick Searcy
- Christian Serratos
- Amélie Scheepers
- Allison Scagliotti-Smith
- Jane Sibbett
- Charles Shaughnessy
- Rondell Sheridan
- Jake Short
- Whitney Sloan
- Jean Smart
- Brandon Mychal Smith
- Rozemarijn Snoek
- Hal Sparks
- Nick Spano
- Cole Sprouse
- Dylan Sprouse
- Sabrina Speer
- Maarten Staats
- Rohan Sukhraj
- Todd Stashwick
- Jennifer Stone
- Alyson Stoner
- Kirsten Storms
- Kaycee Stroh
- Brenda Song
- Tara Song
- Jeremy Suarez
- Caroline Sunshine
- Nicole Sullivan
- D.B. Sweeney
- Manon van Slooten (kwam in de Nederlandse Disney Channel Exclusive samen met de Jonas Brothers)

## T
- Mia Talerico
- Khleo Thomas
- R.H. Thomson
- Bella Thorne
- Tiffany Thornton
- Lucas Till
- Ashley Tisdale
- Alessandra Toreson
- A.J. Trauth
- Michael Trevino
- Mathias T'syen

## U
- Ricky Ullman
- Billy Unger

## V
- Tom Virtue
- Peter Vives

## W
- Chris Warren Jr.
- Nick Whitaker
- Karen Malina White
- Lynn Whitfield
- James Whitmore
- Tyrel Jackson Williams
- Kiely Williams
- Kristen Wilson
- Mare Winningham
- Ellen Woglom
- B.D. Wong
- Kristy Wu

## Y
- Golan Yosef
- Keone Young

## Z
- Zendaya
- Joey Zimmerman